# Фабершлосс (замок, Бавария)
Фабершлосс (нем. Faberschloss) — замок в городке Штайн в Средней Франконии, недалеко от Нюрнберга, Германия. Дворцовый комплекс, построенный в конце XIX — начале XX века.

## История
Так называемый «Старый замок» был спроектирован и построен в период с 1843 по 1846 год архитектором Фридрихом Бюркляйном в стиле неоренессанс для карандашного магната Иоганна Лотара Фабера. Три крыла комплекса оградили квадрат внутреннего двора. Отдельно была возведена четырёхэтажная башня. Позднее наследники, разбогатевшие благодаря производству карандашей в принадлежащей им компании Faber-Castell, построила «Новый замок» в 1903/1906 годах по проекту Теодора фон Крамера в неороманском стиле. Обе части комплекса оказались связаны реконструированной башней.
Некоторые элементы и помещения комплекса были спроектированы знаменитым в будущем архитектором и дизайнером Бруно Паулем. 
Семья Фабер-Кастелл жила в замке до 1939 года. Затем здания и поместье оказались конфискованы нацистами. После окончания Второй мировой войны в замке размещались части американских оккупационных войск. 
Вплоть до начала 1950-х годов здесь проживали журналисты, освещавшие Нюрнбергский процесс. Затем здание использовалось для выставок. В частности в 1971 году здесь была размещена экспозиция работ Альбрехта Дюрера. После долгих лет относительного запустения замок вновь стал востребован для проведения статусных мероприятий в 1980-е годы. 
Графам Фабер-Кастелла до сих пор принадлежат поместья Аппельхоф и Вольфгангшоф.

## Описание
В Новом замке создана просторная лестница с лепным потолком в стиле модерн. Раньше на первом этаже находилась гостиная, из которой можно было попасть в Лимонную комнату, Комнату месяцев и Комнату Людовика. Лимонная комната получила своё название благодаря мебели изготовленной из лимонного дерева. В свою очередь потолок комнаты месяцев указывает на знаки Зодиака. На втором этаже находился Гобеленовый зал, Музыкальный (или Бальный) зал и бывшая столовая. Оригинальная мебель замка, к сожалению, утрачена. Тем не менее, комплекс является яркой достопримечательностью Франконии».

## Интересные факты
- Замок стал местом съёмок фильма Hanni & Nanni (Германия, 1989 год).

## Галерея

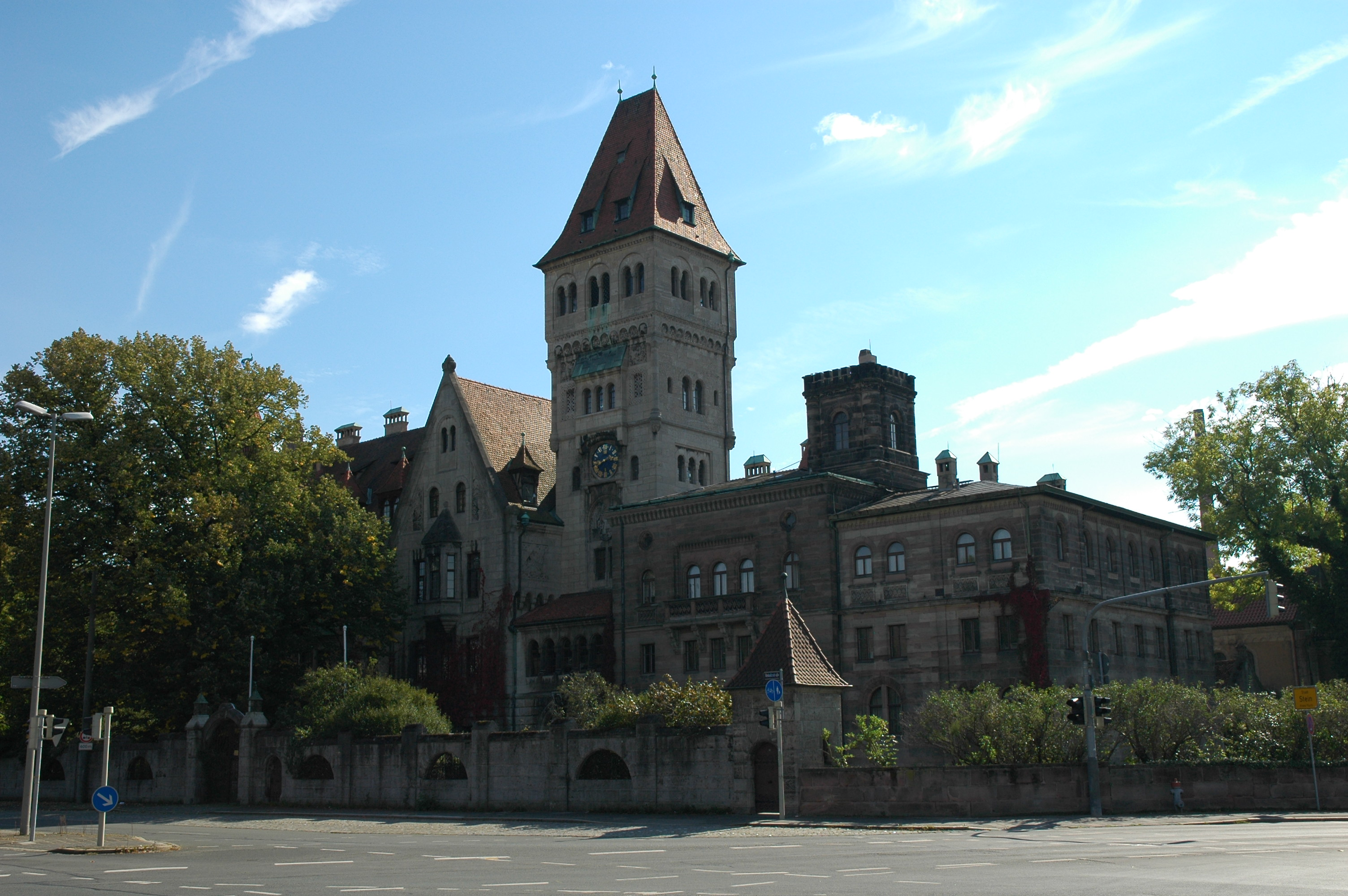
Вид замка
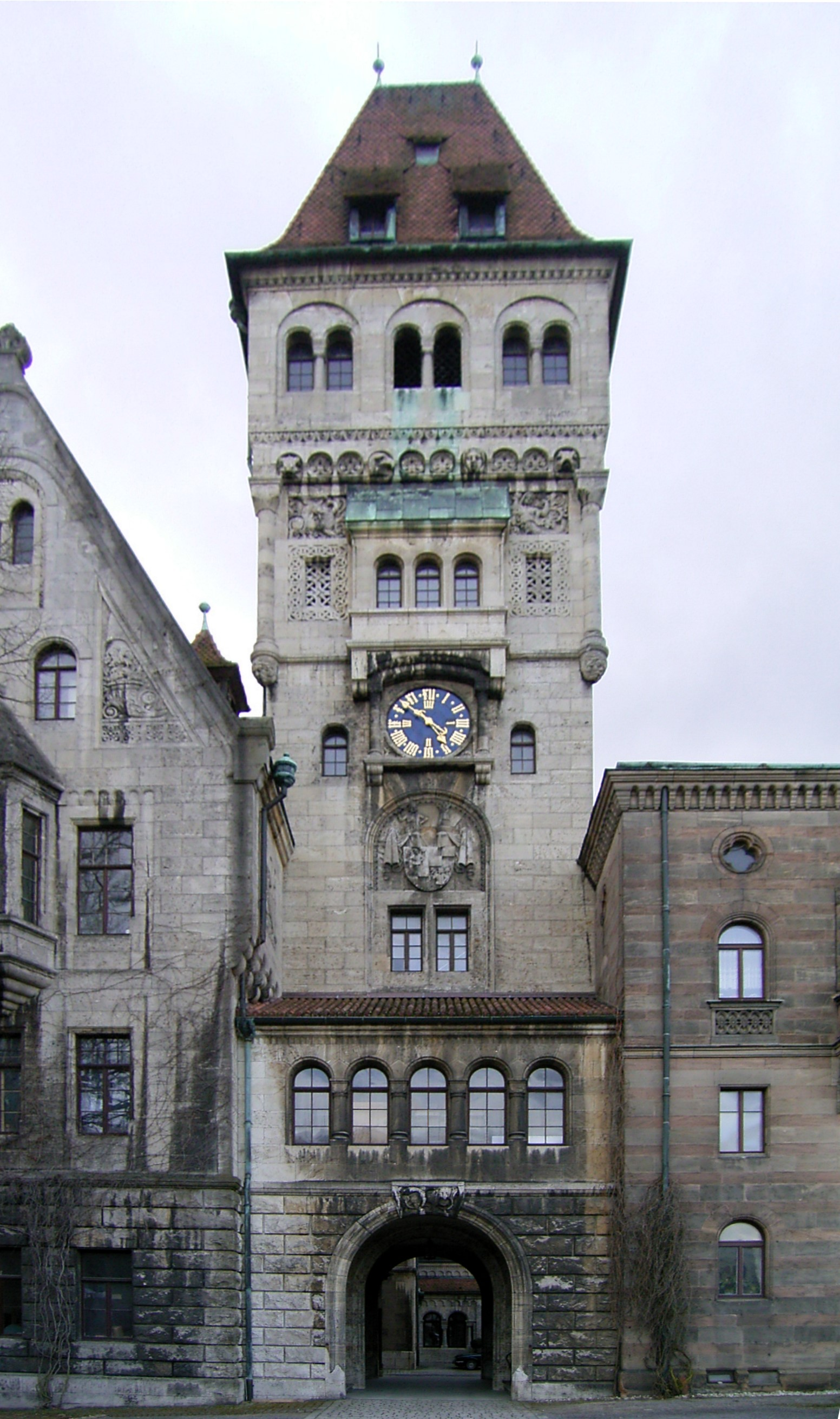
Замковая башня
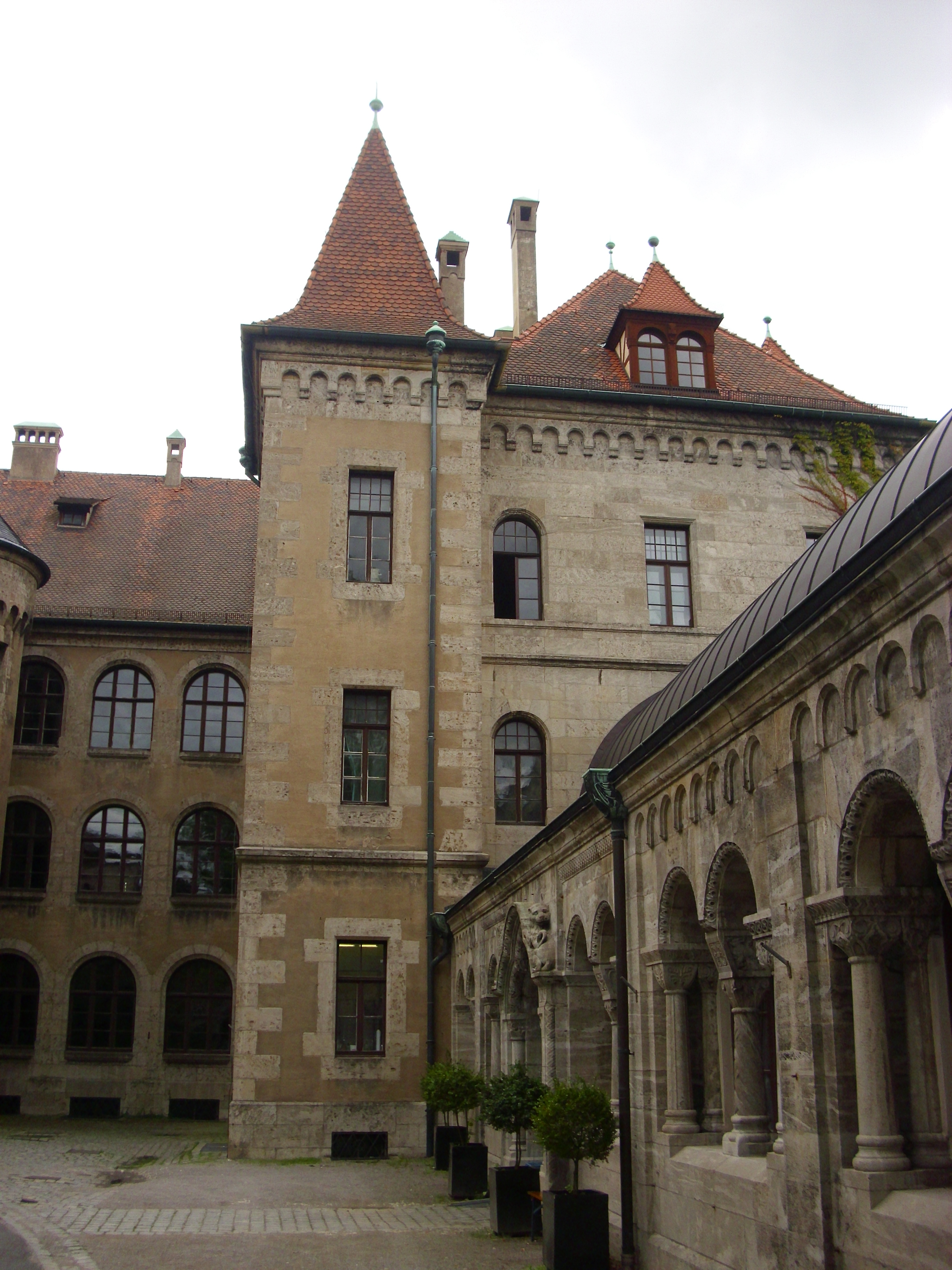
Внутренний двор замка
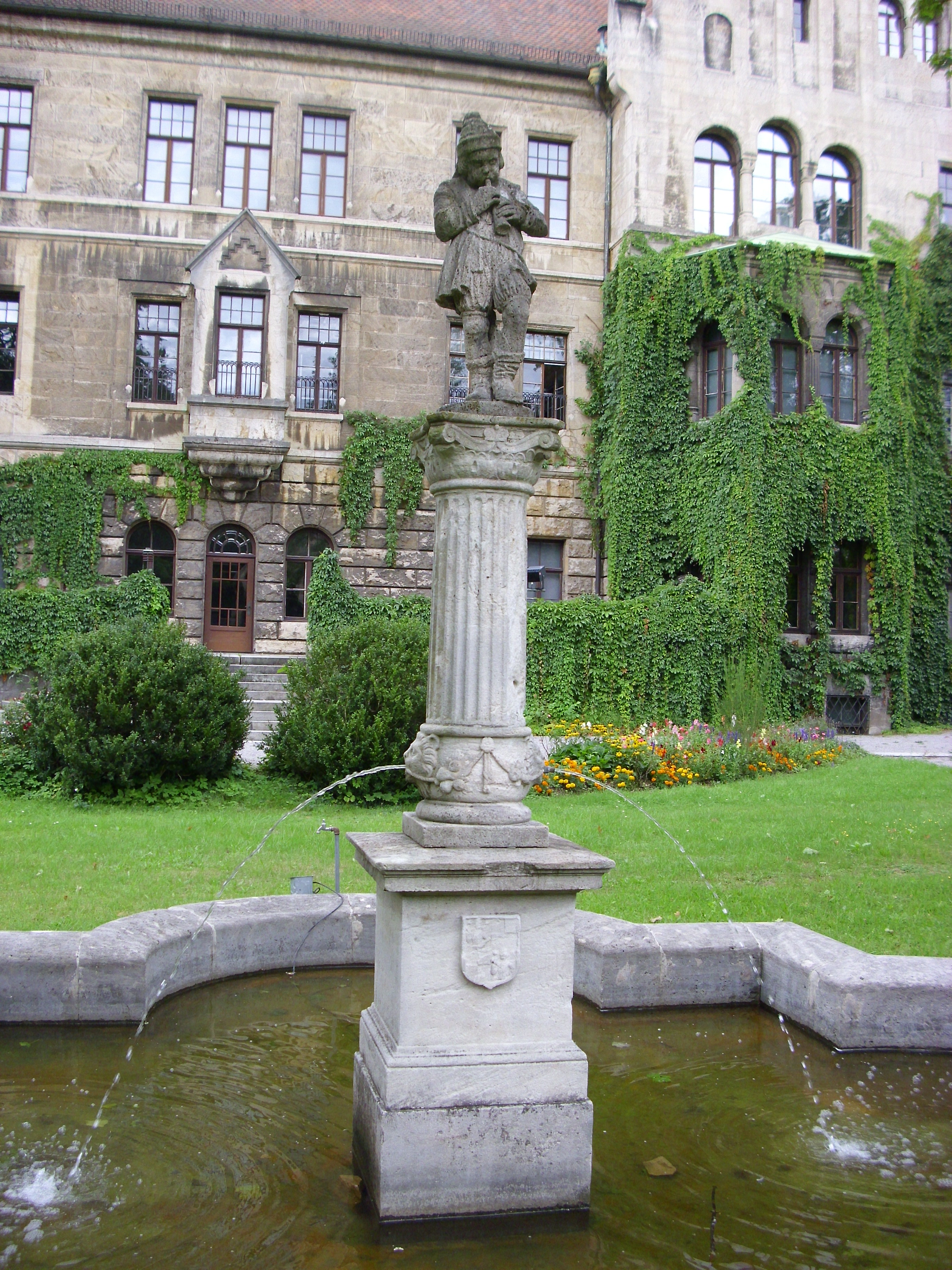
Фонтан в замковом парке